# Epska poezija
Epska pjesma obimom je manja od epa.
Epska pjesma obrađuje redovno neki pojedini događaj,a ne neko sudbonosno zbivanje za neki narod u cjelini.
Postoje i teorije da su veliki epovi nastali povezivanjem epskih pjesama u jedinstvenu cjelinu, ali postoje i takva shvaćanja prema kojima su neki ciklusi danas poznatih epskih pjesama zapravo ostatak ranijih epova.